# 木子美

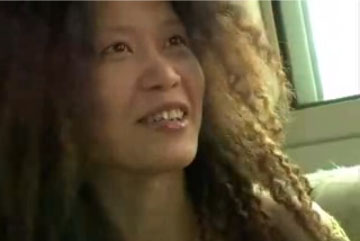
木子美

木子美（1978年12月3日—），本名李丽，“木子美”是网名，中山大學哲學系畢業，原广州南方报业旗下《城市画报》编辑，现为自由职业者。木子美于2001年通过互联网在个人网络日志上发布其性爱日记《遗情书》，而在道德、法律范畴引起了广泛的讨论和争议。也因此，Blog作为一种新兴的网络媒体形式在中国获得更多的关注和更高知名度，并得到后来迅速的推广。她本人则因其博客内容而受到社会压力，被迫辞去工作。
木子美是首届德国之声国际博客大赛The BOBs评委，第三届最佳国际播客得主。曾受到包括凤凰卫视中文台、纽约时报和德国镜报等多家媒体的采访和报道。
2012年6月木子美以其新浪微博ID“不加V”出版《男女內參》。由於讀者購買此書后拍攝圖片在微博上@木子美后，她會在自己的微博上轉發評論進行網簽，拉近了作家與讀者之間的距離，大大促進了此書的銷售。
2019年6月17日木子美的新浪微博账号“不加V”被销号。
1. ↑  苏姗娜.麦斯莫. . 德国之声. 2006-12-27  [2025-02-05]. （原始内容存档于2022-09-28）.
2. ↑  Jim Yardley. . 纽约时报. 2003-11-30  [2025-02-05]. （原始内容存档于2024-12-07） （英语）.
3. ↑  安迪－莫勒. . 德国之声. 2004-10-13  [2025-02-05] （中文）.
4. ↑  . 2006-11-11  [2025-02-05]. （原始内容存档于2024-12-12） （中文）.